# Uthina (geslacht)
Uthina is een geslacht van spinnen uit de familie trilspinnen (Pholcidae).

## Soorten
Het geslacht kent de volgende soorten:
- Uthina luzonica Simon, 1893
- Uthina ratchaburi Huber, 2011